# Siły Zbrojne Sudanu
Siły Zbrojne Sudanu (arab. ‏القوات المسلحة السودانية‎) składają się z wojsk lądowych, sił powietrznych i marynarki wojennej.
Wojska sudańskie w 2014 roku liczyły 109,5 tys. żołnierzy zawodowych oraz 102,5 tys. rezerwistów. Według rankingu Global Firepower (2014) sudańskie siły zbrojne stanowią 79. siłę militarną na świecie, z rocznym budżetem na cele obronne w wysokości 2,5 mld dolarów (USD).

## Skład armii
Łączna liczba personelu wojskowego, służących w armii sudańskiej (SLA) w 2012 liczyła 109 300 osób. Ponadto  oddziały paramilitarne liczą 17 500 funkcjonariuszy zbrojnego ramienia Narodowego Frontu Islamskiego. W skład armii wchodzi 80 tys. żołnierzy i 20 tys. poborowych.
Wojsko sudańskie posiada 390 czołgów bojowych:
- 20 M60,
- 60 Typ 59,
- 310 T-54/T-55.

Ponadto w skład armii wchodziło 115 czołgów lekkich Typ 63 oraz 412 transporterów opancerzonych. Sudan posiada 778 dział artyleryjskich – 20 samobieżnych, 123 holowanych oraz 635 wyrzutni rakietowych, w tym 477 107mm.
Marynarka wojenna liczyła 1300 pracowników. Posiada cztery jednostki patrolowe i siedem amfibii.
Siły lotnicze zatrudniają 3 tys. pracowników.